# عبد العزيز العنبري (لاعب كرة قدم إماراتي)
عبد العزيز العنبري، لاعب كرة قدم إماراتي دولي سابق و مدرب حالياً في نادي الشارقة.
مثل نادي الشارقة و منتخب الإمارات في كأس آسيا 2004 .